# Brahim El Bahri
Pour les articles homonymes, voir Bahri (homonymie).
Brahim El Bahri est un footballeur international marocain né le 26 mars 1986 à Tissa qui évolue au poste d'attaquant au FUS de Rabat.

## Sélections en équipe nationale
| Matches internationaux de Brahim El Bahri | Matches internationaux de Brahim El Bahri | Matches internationaux de Brahim El Bahri                    | Matches internationaux de Brahim El Bahri | Matches internationaux de Brahim El Bahri | Matches internationaux de Brahim El Bahri | Matches internationaux de Brahim El Bahri | Matches internationaux de Brahim El Bahri |
| 0                                         | Date                                      | Lieu                                                         | Adversaire                                | Score                                     | Résultats                                 | Compétitions                              |                                           |
| ----------------------------------------- | ----------------------------------------- | ------------------------------------------------------------ | ----------------------------------------- | ----------------------------------------- | ----------------------------------------- | ----------------------------------------- | ----------------------------------------- |
| 1                                         | 7 juin 2008                               | Stade olympique de Nouakchott, Nouakchott, Mauritanie        | Mauritanie                                | —                                         | 1-4                                       | Éliminatoires Coupe du monde 2010         |                                           |
| 2                                         | 14 juin 2008                              | Stade Régional Nyamirambo (en), Kigali, Rwanda               | Rwanda                                    | —                                         | 3-1                                       | Éliminatoires Coupe du monde 2010         |                                           |
| 3                                         | 29 février 2012                           | Grand Stade de Marrakech, Marrakech, Maroc                   | Burkina Faso                              | —                                         | 2-0                                       | Match amical                              |                                           |
| 4                                         | 23 juin 2012                              | Stade du Prince Abdullah Al-Faisal, Djeddah, Arabie saoudite | Bahreïn                                   | 1-0                                       | 4-0                                       | Coupe arabe 2012                          |                                           |
| 5                                         | 26 juin 2012                              | Stade du Prince Abdullah Al-Faisal, Djeddah, Arabie saoudite | Libye                                     | —                                         | 0-0                                       | Coupe arabe 2012                          |                                           |
| 6                                         | 29 juin 2012                              | Stade du Prince Abdullah Al-Faisal, Djeddah, Arabie saoudite | Yémen                                     | —                                         | 0-4                                       | Coupe arabe 2012                          |                                           |
| 7                                         | 3 juillet 2012                            | Stade du Prince Abdullah Al-Faisal, Djeddah, Arabie saoudite | Irak                                      | —                                         | 2-1                                       | Coupe arabe 2012                          |                                           |
| 8                                         | 6 juillet 2012                            | Stade du Prince Abdullah Al-Faisal, Djeddah, Arabie saoudite | Libye                                     | 0-1                                       | 1-1, 1-3tab                               | Coupe arabe 2012                          |                                           |
| 9                                         | 15 août 2012                              | Complexe sportif Moulay-Abdallah, Rabat, Maroc               | Guinée                                    | —                                         | 1-2                                       | Match amical                              |                                           |
| 10                                        | 24 mars 2013                              | Benjamin Mkapa National Stadium, Dar-es-Salaam, Tanzanie     | Tanzanie                                  | —                                         | 3-1                                       | Éliminatoires Coupe du monde 2014         |                                           |

## Carrière
- 2004 - 2007 : FAR de Rabat  Maroc
- 2007 - 2011 : Le Mans UC  France
  - jan. 2009 - 2010 : FC Istres  France (prêt)
- 2011 - 2014 : FUS de Rabat  Maroc
  - 2014-2015 :  Club sportif sfaxien  Tunisie (prêt)
- depuis 2015 : Wydad Athletic Club  Maroc[1],[2]

## Palmarès
FAR de Rabat
- Chompionnat du Maroc 2004 / 2005
- Coupe du trône 2005 / 2006
- Coupe de la CAF 2005 / 2006

 FAR de Rabat
- Coupe de la CAF
  - Finaliste en  2006

 FC Istres
- National
  - Champion en 2009

 Maroc
- Coupe arabe des nations de football
  - Vainqueur en 2012